# Бирский район
Би́рский райо́н (баш. Бөрө районы) — административно-территориальная единица (район) и муниципальное образование (муниципальный район) в её границах под наименованием муниципальный район Бирский район (баш. Бөрө районы муниципаль районы) в составе Республики Башкортостан.
Административный центр — город Бирск.

## География
Площадь его территории составляет 1717 км².
Район находится в низовье реки Белой. Район расположен в пределах Прибельской увалисто-волнистой равнины, в зоне Северной лесостепи, в самом теплом, незначительно засушливом агроклиматическом регионе Башкирии. Правобережье реки Белой в границах Бирского района — составная часть Бирской лесостепи, которая характеризуется значительной (25—27 %) облесенностью территории и распространением серых лесных почв, по вершинам водоразделов, по балкам и карстовым воронкам растут дуб, липа, клён, орешник, вяз. На левобережье остепненность гораздо выше, а почвенный покров состоит из выщелоченных чернозёмов. Долина Белой шириной 10—20 км отличается от примыкающих к ней лесостепей комплексом своеобразных условий. Правый берег долины высокий, обрывистый с глубокими оврагами, левый — полого-низменный. Пойма занята обширными лугами, зарослями кустарников, на более возвышенных частях — лесами. Много озёр-стариц и болот.

## История
Бирский район был образован 20 августа 1930 года, когда согласно постановлению президиума ВЦИК было ликвидировано разделение Башкирской АССР на кантоны и образовано 48 районов.

## Население
| 1939    | 1959    | 1970    | 1979    | 1989    | 2002    | 2008    | 2009    | 2010    |
| ------- | ------- | ------- | ------- | ------- | ------- | ------- | ------- | ------- |
| 68 639  | ↘57 749 | ↘28 014 | ↘23 175 | ↘18 949 | ↗19 883 | ↗61 758 | ↗62 006 | ↘61 496 |
| 2012    | 2013    | 2014    | 2015    | 2016    | 2017    | 2018    | 2019    | 2021    |
| ↗62 495 | ↗63 066 | ↗63 699 | ↗64 324 | ↗64 688 | ↗64 690 | ↘64 546 | ↘64 216 | ↘61 652 |

Согласно прогнозу Минэкономразвития России, численность населения будет составлять:
- 2024 — 67,95 тыс. чел.
- 2035 — 71,73 тыс. чел.

### Урбанизация
В городских условиях (город Бирск) проживают  72,36 % населения района.

### Национальный состав
Согласно Всероссийской переписи населения 2010 года: русские — 50,7 %, марийцы — 20,5 %, татары — 15,1 %, башкиры — 11,9 %, лица других национальностей — 1,8 %.
По итогам переписи населения 2020 года проживали следующие национальности (национальности менее 0,1 % и другое см. в сноске к строке «Другие»):
| Национальность | Численность, чел. | Доля     |
| -------------- | ----------------- | -------- |
| Русские        | 31 594            | 51,25 %  |
| Марийцы        | 11 348            | 18,41 %  |
| Татары         | 9858              | 15,99 %  |
| Башкиры        | 7708              | 12,50 %  |
| Украинцы       | 99                | 0,16 %   |
| Армяне         | 94                | 0,15 %   |
| Таджики        | 86                | 0,14 %   |
| Удмурты        | 69                | 0,11 %   |
| Узбеки         | 62                | 0,10 %   |
| Другие         | 734               | 1,19 %   |
| Итого          | 61 652            | 100,00 % |

### Языковой состав
Согласно Всероссийской переписи населения 2010 года родными языками населения являлись:
русский — 56 %, марийский — 18,9 %, татарский — 16,7 %, башкирский — 7,1 %.
Согласно Всероссийской переписи населения 2020 года родными языками населения являлись: русский — 56 %, марийский — 17,1 %, татарский — 15,2 %, башкирский — 10,1 %.

## Административное деление
В Бирский район как административно-территориальную единицу республики входит 1 город районного значения и 14 сельсоветов.
В одноимённый муниципальный район в рамках местного самоуправления входит 15 муниципальных образований, в том числе 1 городское поселение и 14 сельских поселений.
| №        | Муниципальное образование    | Административный центр | Количество населённых пунктов | Население (чел.) | Площадь (км²) |
| -------- | ---------------------------- | ---------------------- | ----------------------------- | ---------------- | ------------- |
| 1e-06    | Городское поселение:         |                        |                               |                  |               |
| 1        | город Бирск                  | город Бирск            | 3                             | ↗48 235          | 69,93         |
| 1.000002 | Сельское поселение           |                        |                               |                  |               |
| 2        | Бахтыбаевский сельсовет      | село Бахтыбаево        | 6                             | ↘2094            | 156,00        |
| 3        | Березовский сельсовет        | село Печенкино         | 4                             | ↘1057            | 68,00         |
| 4        | Бурновский сельсовет         | село Старобурново      | 6                             | ↗1770            | 92,00         |
| 5        | Верхнелачентауский сельсовет | село Верхнелачентау    | 4                             | ↘588             | 138,00        |
| 6        | Калинниковский сельсовет     | село Калинники         | 5                             | ↘1374            | 170,00        |
| 7        | Кусекеевский сельсовет       | село Кусекеево         | 10                            | ↘1221            | 183,00        |
| 8        | Маядыковский сельсовет       | село Маядыково         | 5                             | ↘897             | 76,00         |
| 9        | Осиновский сельсовет         | село Осиновка          | 3                             | ↘1030            | 173,56        |
| 10       | Силантьевский сельсовет      | село Силантьево        | 4                             | →972             | 96,00         |
| 11       | Старобазановский сельсовет   | село Старобазаново     | 5                             | ↘1254            | 99,00         |
| 12       | Старопетровский сельсовет    | село Питяково          | 10                            | ↘1295            | 178,00        |
| 13       | Сусловский сельсовет         | село Суслово           | 5                             | ↗1420            | 144,00        |
| 14       | Угузевский сельсовет         | село Угузево           | 3                             | ↗383             | 74,00         |
| 15       | Чишминский сельсовет         | село Чишма             | 5                             | ↘1100            | 69,00         |

### Населённые пункты
| №  | Населённый пункт | Тип                           | Население | Муниципальное образование    |
| -- | ---------------- | ----------------------------- | --------- | ---------------------------- |
| 1  | Айбашево         | деревня                       | ↗30       | Березовский сельсовет        |
| 2  | Айгильдино       | деревня                       | ↘109      | Чишминский сельсовет         |
| 3  | Аккаиново        | деревня                       | ↘53       | Маядыковский сельсовет       |
| 4  | Акуди            | село                          | ↗467      | Старобазановский сельсовет   |
| 5  | Акудибашево      | село                          | ↘270      | Кусекеевский сельсовет       |
| 6  | Александровка    | хутор                         | ↗4        | Кусекеевский сельсовет       |
| 7  | Андреевка        | деревня                       | ↗2        | Кусекеевский сельсовет       |
| 8  | Баженово         | село                          | ↘569      | Бахтыбаевский сельсовет      |
| 9  | Бахтыбаево       | село                          | ↘887      | Бахтыбаевский сельсовет      |
| 10 | Бекмурзино       | село                          | ↘391      | Старопетровский сельсовет    |
| 11 | Берёзовка        | село                          | ↘534      | Березовский сельсовет        |
| 12 | Бирск            | город, административный центр | ↘44 611   | город Бирск                  |
| 13 | Верхнелачентау   | село                          | ↘238      | Верхнелачентауский сельсовет |
| 14 | Вознесенка       | деревня                       | ↘3        | Кусекеевский сельсовет       |
| 15 | Вязовский        | деревня                       | →144      | Бахтыбаевский сельсовет      |
| 16 | Демидовский      | хутор                         | ↗10       | Сусловский сельсовет         |
| 17 | Десяткино        | село                          | ↗42       | Сусловский сельсовет         |
| 18 | Емашево          | село                          | ↘148      | Осиновский сельсовет         |
| 19 | Зелёный          | деревня                       | ↘278      | Бурновский сельсовет         |
| 20 | Зуево            | деревня                       | ↗80       | Калинниковский сельсовет     |
| 21 | Калинники        | село                          | ↘1005     | Калинниковский сельсовет     |
| 22 | Камышинка        | село                          | ↘117      | Силантьевский сельсовет      |
| 23 | Кандаковка       | деревня                       | ↘324      | Кусекеевский сельсовет       |
| 24 | Костарево        | село                          | ↘210      | Силантьевский сельсовет      |
| 25 | Кояново          | село                          | ↗130      | Старобазановский сельсовет   |
| 26 | Криуши           | село                          | →56       | Калинниковский сельсовет     |
| 27 | Кузово           | село                          | ↘444      | Чишминский сельсовет         |
| 28 | Кусекеево        | село                          | ↘504      | Кусекеевский сельсовет       |
| 29 | Лежебоково       | село                          | ↘22       | Осиновский сельсовет         |
| 30 | Луч              | хутор                         | ↘6        | Старопетровский сельсовет    |
| 31 | Малосухоязово    | село                          | ↘607      | Сусловский сельсовет         |
| 32 | Мансурово        | деревня                       | ↗10       | Старопетровский сельсовет    |
| 33 | Маядыково        | село                          | ↘252      | Маядыковский сельсовет       |
| 34 | Мордвиновка      | деревня                       | ↘20       | Силантьевский сельсовет      |
| 35 | Нижнелачентау    | село                          | ↘77       | Верхнелачентауский сельсовет |
| 36 | Николаевка       | село                          | ↘505      | Бурновский сельсовет         |
| 37 | Никольский       | деревня                       | 85        | город Бирск                  |
| 38 | Новобаишево      | село                          | ↘76       | Верхнелачентауский сельсовет |
| 39 | Новобиктимирово  | деревня                       | ↘34       | Старопетровский сельсовет    |
| 40 | Новобурново      | деревня                       | ↘101      | Бурновский сельсовет         |
| 41 | Новодесяткино    | деревня                       | ↗55       | Кусекеевский сельсовет       |
| 42 | Новокульчубаево  | село                          | ↘607      | Бахтыбаевский сельсовет      |
| 43 | Новопетрово      | село                          | ↗21       | Старопетровский сельсовет    |
| 44 | Новоянтузово     | село                          | ↘286      | Верхнелачентауский сельсовет |
| 45 | Осиновка         | село                          | ↘980      | Осиновский сельсовет         |
| 46 | Пеньково         | село                          | ↘157      | Кусекеевский сельсовет       |
| 47 | Печенкино        | село                          | ↘446      | Березовский сельсовет        |
| 48 | Пионер           | деревня                       | ↘52       | Чишминский сельсовет         |
| 49 | Питяково         | село                          | ↘615      | Старопетровский сельсовет    |
| 50 | Пономарёвка      | село                          | 1852      | город Бирск                  |
| 51 | Поповка          | деревня                       | ↗33       | Кусекеевский сельсовет       |
| 52 | Романовка        | деревня                       | ↘62       | Угузевский сельсовет         |
| 53 | Самосадка        | деревня                       | ↘28       | Бахтыбаевский сельсовет      |
| 54 | Силантьево       | село                          | ↗677      | Силантьевский сельсовет      |
| 55 | Симкино          | село                          | →27       | Старопетровский сельсовет    |
| 56 | Сорвиха          | село                          | ↗97       | Калинниковский сельсовет     |
| 57 | Сосновый Бор     | деревня                       | ↘55       | Старопетровский сельсовет    |
| 58 | Среднебазаново   | деревня                       | ↗90       | Старобазановский сельсовет   |
| 59 | Старобазаново    | село                          | ↗483      | Старобазановский сельсовет   |
| 60 | Старобиктимирово | деревня                       | ↘5        | Старопетровский сельсовет    |
| 61 | Старобурново     | село                          | ↘862      | Бурновский сельсовет         |
| 62 | Староежово       | деревня                       | ↘89       | Березовский сельсовет        |
| 63 | Старопетрово     | село                          | ↘216      | Старопетровский сельсовет    |
| 64 | Старцино         | село                          | ↘263      | Калинниковский сельсовет     |
| 65 | Суслово          | село                          | ↗647      | Сусловский сельсовет         |
| 66 | Тартышево        | деревня                       | →0        | Чишминский сельсовет         |
| 67 | Угузево          | село                          | ↘414      | Угузевский сельсовет         |
| 68 | Ужара            | деревня                       | ↘69       | Маядыковский сельсовет       |
| 69 | Улеево           | село                          | →101      | Бахтыбаевский сельсовет      |
| 70 | Урняк            | деревня                       | ↘19       | Маядыковский сельсовет       |
| 71 | Усаково          | деревня                       | ↘223      | Старобазановский сельсовет   |
| 72 | Чистые Пруды     | хутор                         | ↗5        | Бурновский сельсовет         |
| 73 | Чишма            | деревня                       | ↘24       | Угузевский сельсовет         |
| 74 | Чишма            | село                          | ↘596      | Чишминский сельсовет         |
| 75 | Шамсутдин        | деревня                       | ↘56       | Кусекеевский сельсовет       |
| 76 | Шелканово        | село                          | ↘576      | Маядыковский сельсовет       |
| 77 | Шестыково        | село                          | ↗217      | Сусловский сельсовет         |
| 78 | Янгитау          | хутор                         | →12       | Бурновский сельсовет         |

## Экономика
Бирский район относится к числу промышленно-сельскохозяйственных. Бирск — значительный индустриальный центр республики. Площадь сельскохозяйственных угодий 107,6 тыс. га (63,2 % всех земель района), в том числе площадь пашни 69,7, сенокосов — 17,3, пастбищ — 20,2 тыс. га. Специализация района — зерновое хозяйство, молочно-мясное скотоводство, свиноводство, овощеводство, картофелеводство. Развиваются пчеловодство и рыбоводство.

## Транспорт
Район пересекает автодорога Уфа — Янаул, от которой отходит автодорога Баженово — Мишкино — Караидель.

## Социальная сфера
- В районе 45 общеобразовательных школ, в том числе 19 средних; 26 массовых библиотек и 38 клубных учреждений, Пономаревский санаторий пульмонологического профиля, дома отдыха «Озеро Шамсутдин» и «Сосновый бор». Издаётся общественно-политическая газета  «Победа». Имеется ряд филиалов вузов.